# Julien Stevens
Julien Stevens (født 25. februar 1943 i Mechelen) er en forhenværende cykelrytter fra Belgien. Hans foretrukne disciplin var landevejscykling, men kørte også på bane. Han har været national mester i begge discipliner.
Stevens har deltaget i 72 seksdagesløb, hvor han vandt de fem. Ved den første udgave af Seksdagesløbet i Herning i 1974 blev det til en tredjeplads med makker Ferdinand Bracke.